# Stadler KISS

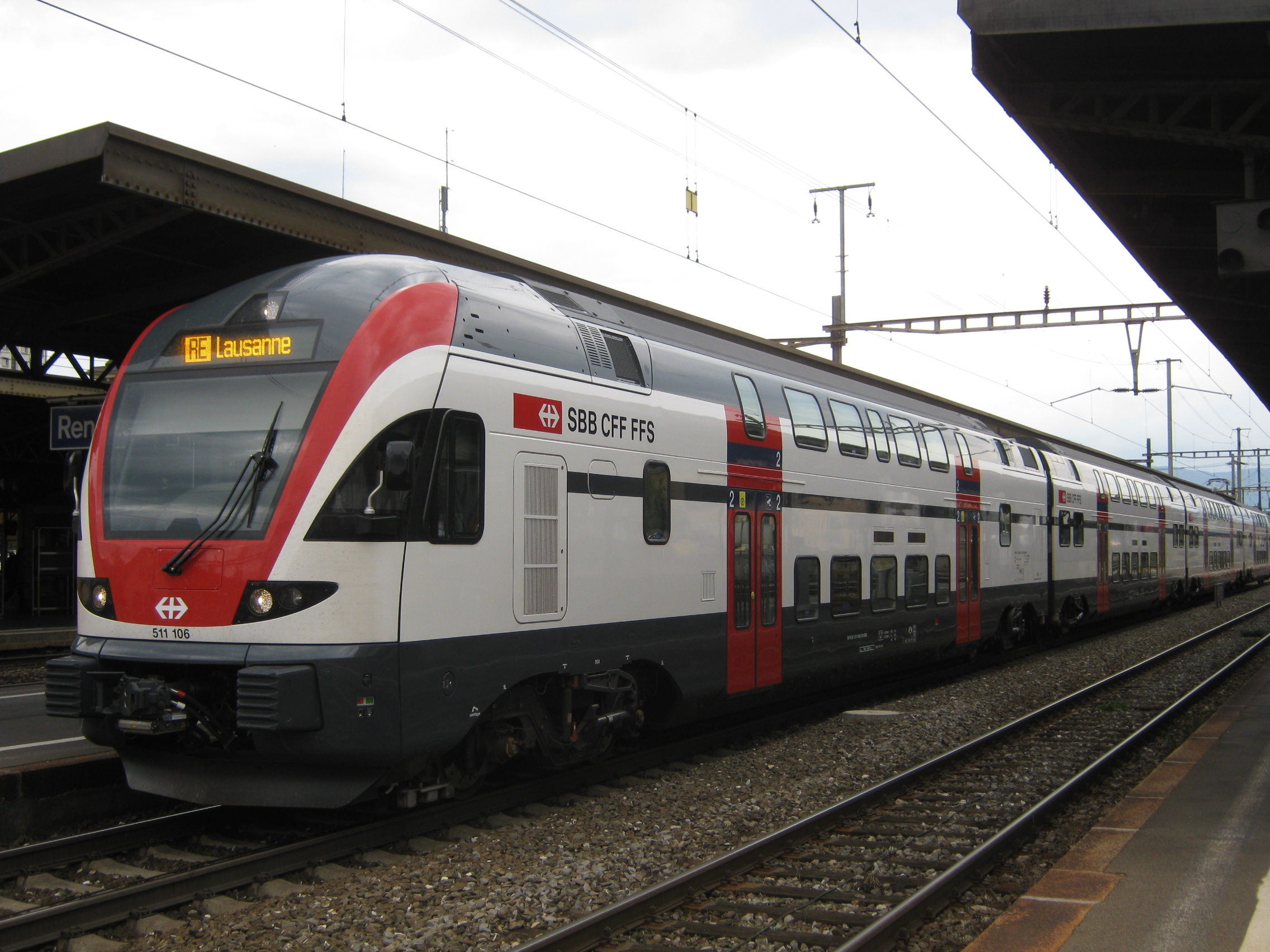
L'automotrice à deux niveaux KISS, opérée par les CFF

Le Stadler KISS est un train conçu et construit par l'entreprise ferroviaire Stadler Rail. Son nom est un acronyme pour komfortabler innovativer spurtstarker S-Bahn-Zug (littéralement « train S-Bahn rapide, confortable et innovant »). Au début de la phase de développement, elle était connue sous le nom de Stadler DOSTO (Doppelstock, voiture à deux niveaux).
En 2024, Stadler a vendu plus de 630 Kiss dans 48 pays.

## Caractéristiques
Le KISS est une rame automotrice à deux niveaux. Elle est conçue pour servir tant comme train de banlieue (RER, S-Bahn) que comme train InterCity. Le véhicule fait partie des produits modulaires de Stadler, c'est-à-dire que l'entreprise adapte le train aux besoins des clients : capacité, motorisation… En tant que tel, il n'a pas de caractéristiques techniques précises.

## Opérateurs

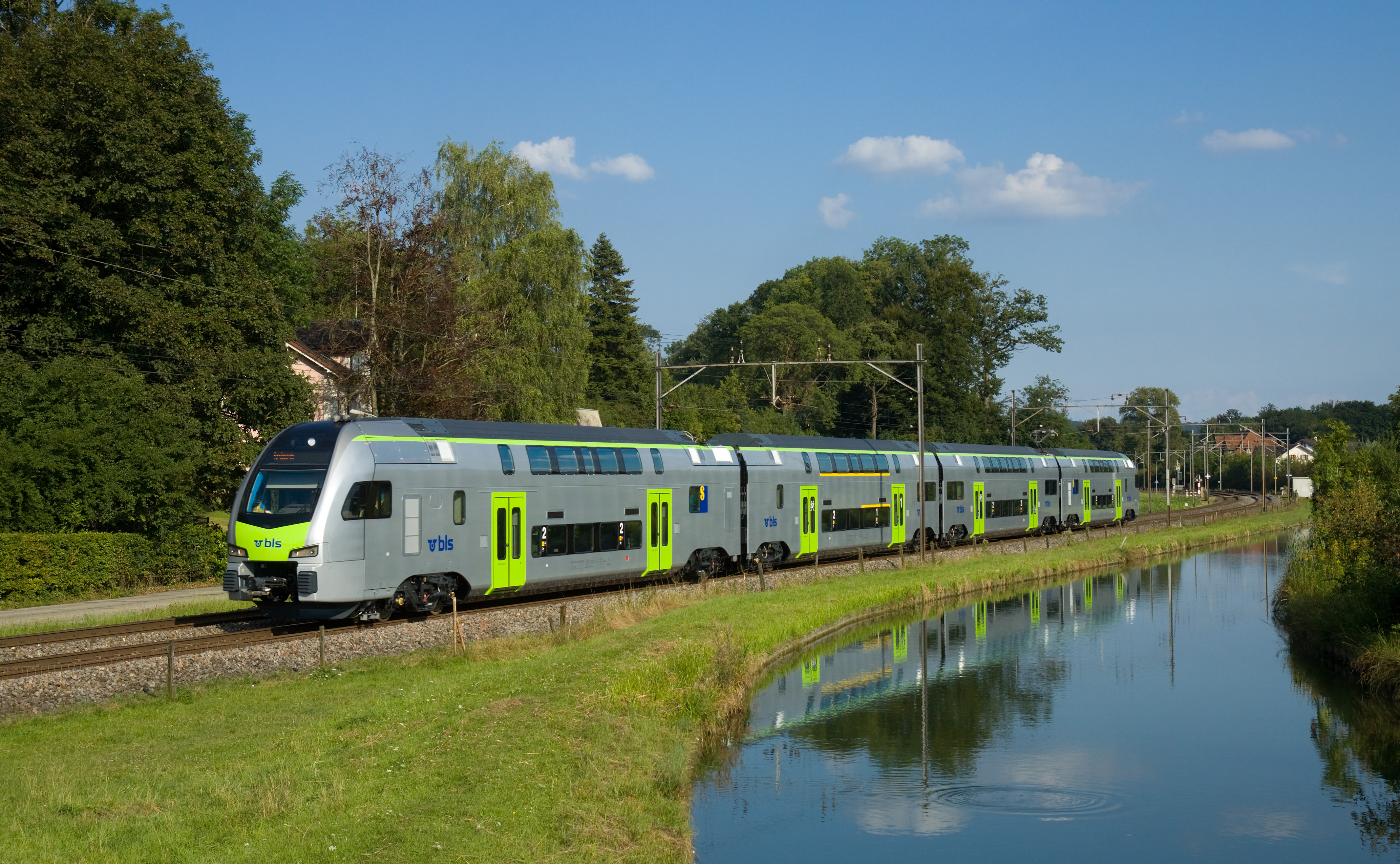
Une MUTZ du BLS en route vers Berne

### Suisse

#### Chemins de fer fédéraux
Les Chemins de fer fédéraux suisses opèrent 50 trains de 6 voitures pour le S-Bahn de Zürich, ainsi que 20 trains de 6 voitures et 24 trains de 4 voitures pour des liaisons RegioExpress. Leur désignation est RABe 511.
Une commande supplémentaire de 19 trains a été signé par les CFF pour le S-Bahn de Zurich.

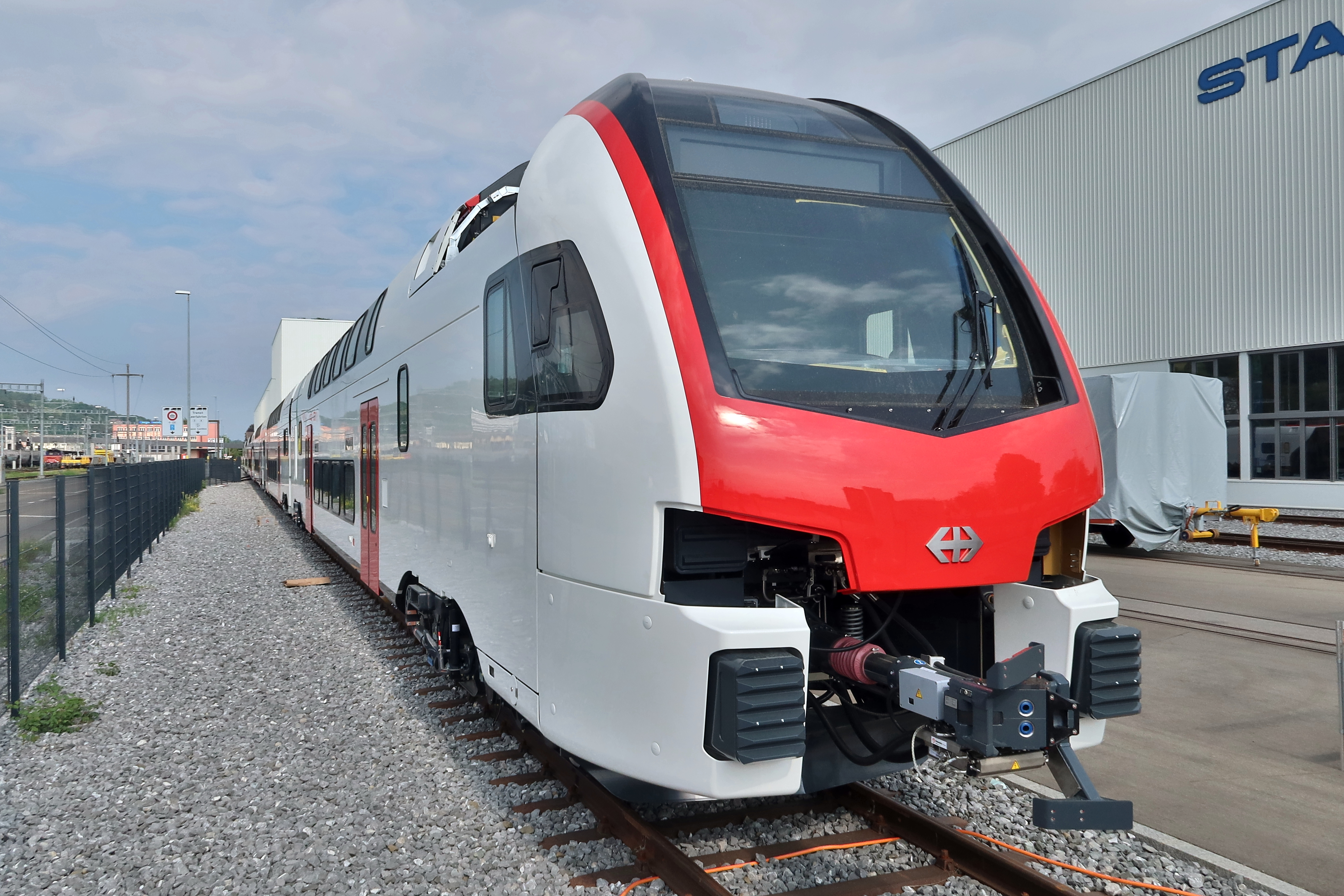
Une SBB RABe 512 sortant des usines Stadler, à St-Margrethen.

En 2021, les CFF commandent 60 trains supplémentaires à Stadler Rail, pour un montant de 1.3 milliard de francs suisses. Ces rames de six voitures et d'une longueur de 150 mètres, sont destinées aux dessertes Interregio et à la desserte régionale  en Suisse romande et à Zurich . Les CFF créent ainsi une capacité suffisante pour étendre leurs services de transport régionaux et satisfont aux exigences de la loi sur l'égalité des personnes handicapées (LHand) dans le transport, longue distance.
| Série      | Image | Opérateur | Mise en service | Nombre de rames | Nombre de caisses | Traction      | Commentaires                                                   |
| ---------- | ----- | --------- | --------------- | --------------- | ----------------- | ------------- | -------------------------------------------------------------- |
| RABe 511.0 |       | CFF       | 2008-2015       | 49              | 6                 | 15 kV 16.7 Hz | Livrée bleue/blanche pour le Réseau express régional zurichois |
| RABe 511.0 |       | CFF       | 2008-2015       | 20              | 6                 | 15 kV 16.7 Hz | Livrée grise/blanche pour les lignes Regio                     |
| RABe 511.1 |       | CFF       | 2008-2015       | 24              | 4                 | 15 kV 16.7 Hz | Livrée grise/blanche pour les lignes Regio                     |
| RABe 512   |       | CFF       | 2023-2026       | 60              | 6                 | 15 kV 16.7 Hz | Livrée grise/blanche pour les lignes IR                        |

#### Chemin de fer du Lötschberg

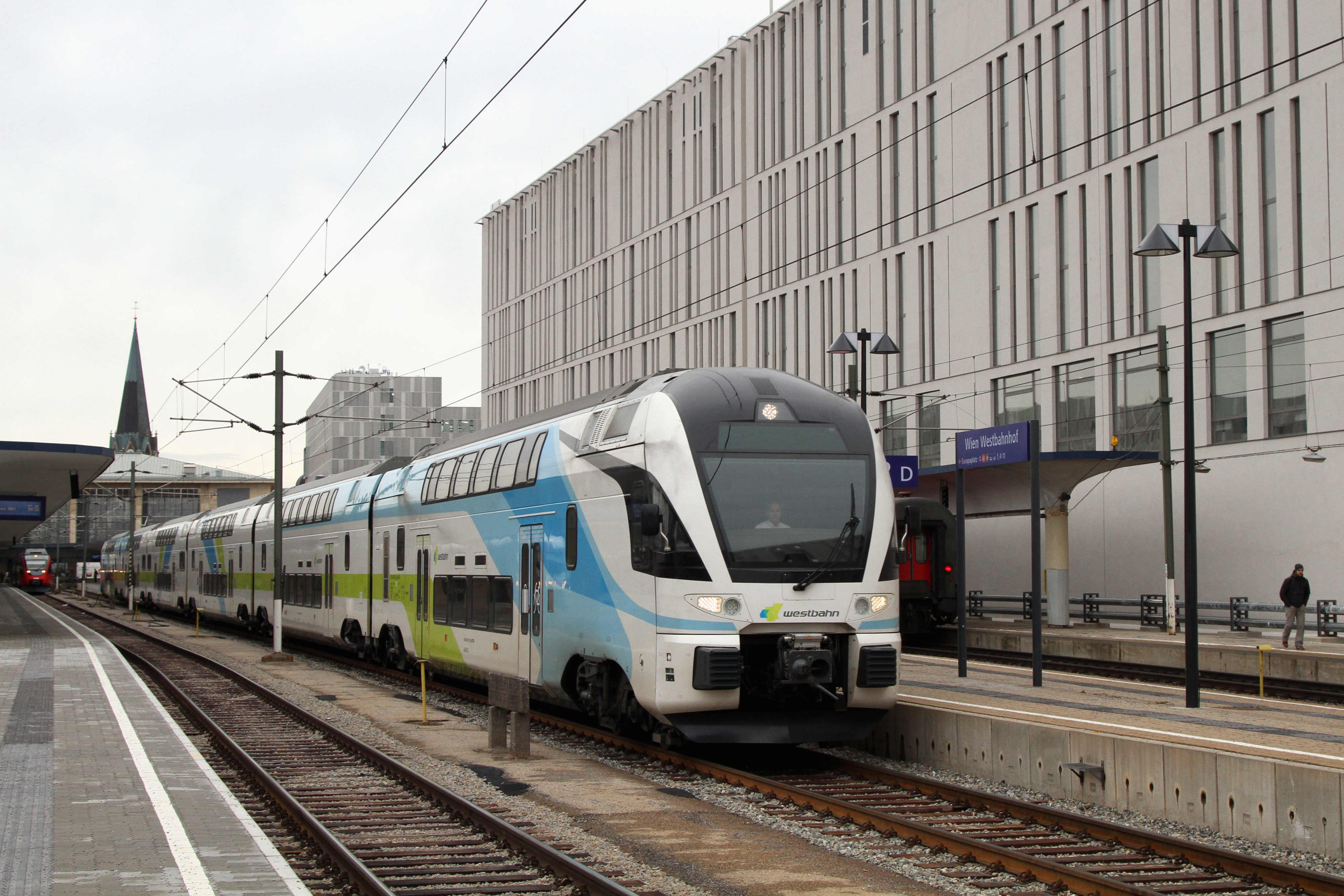
Une rame de Westbahn à Vienne.

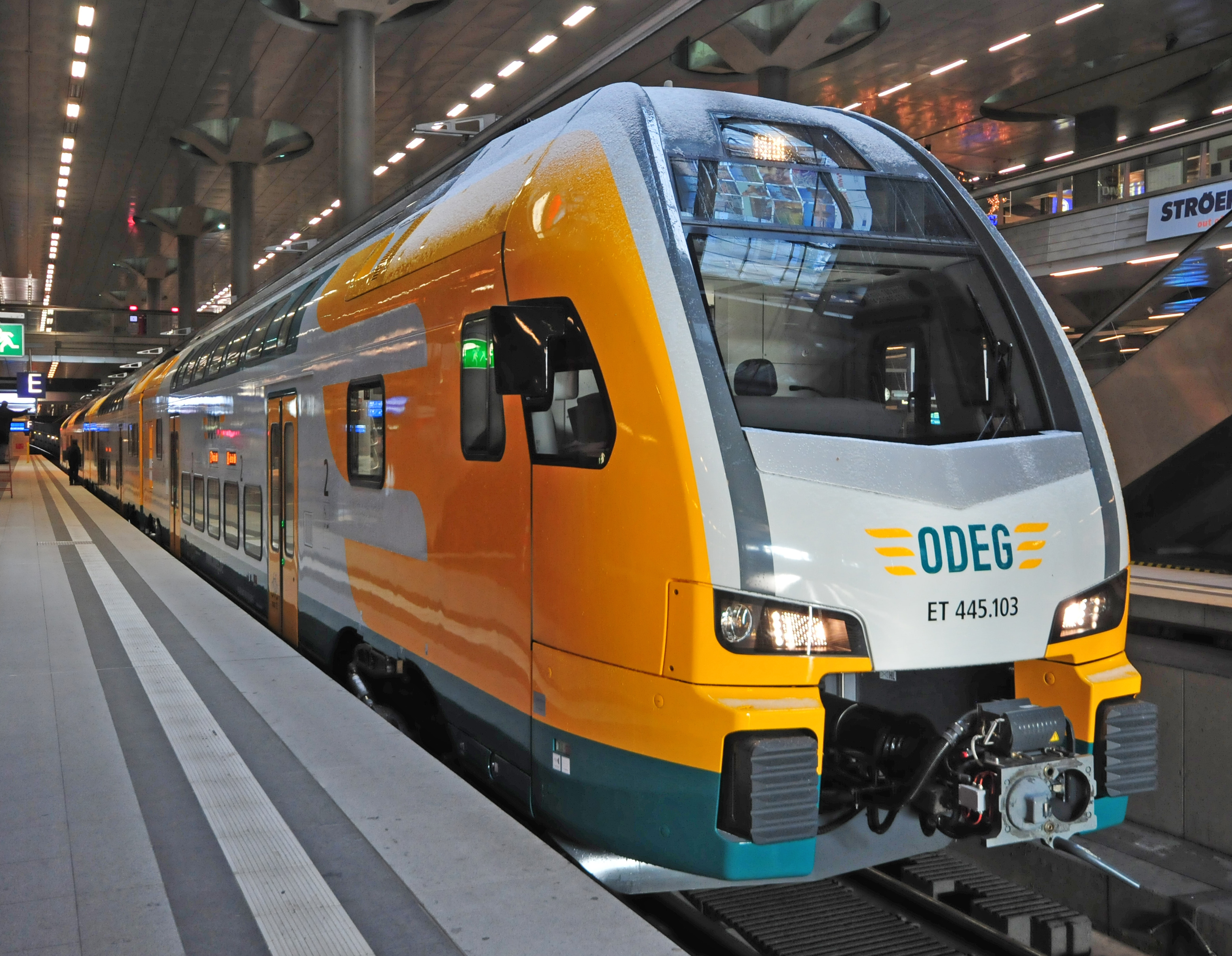
Version de la KISS pour ODEG, à Berlin.

Le Chemin de fer du Lötschberg (BLS) a commandé 28 rames, qui seront opérées sous la désignation RABe 515 MUTZ, acronyme pour Moderner Universeller TriebZug, mais aussi, en dialecte bernois, Mutz signifie ours, en particulier l'Ours de Berne. Elles circuleront dans le cadre du S-Bahn de Berne, sur différentes lignes :
- S1 : Fribourg - Berne - Thoune dès 2013
- S3 : Bienne - Berne - Belp
- S6 : Berne - Schwarzenburg
- S31 : Bienne - Münchenbuchsee - Berne - Belp

En 2016, une commande supplémentaire de trois rames a été faite. Ils ont été livrés à l'automne 2017.

### Autriche
La compagnie ferroviaire privée Westbahn utilise 7 trains pour la liaison InterCity entre Vienne et Salzbourg. Les rames sont composées de 6 voitures, dont une voiture-restaurant et une voiture réservée aux clients "premium".
Après plusieurs recours à la suite d'une signature électronique du premier contrat, la justice autrichienne a autorisé l'accord pour une commande de 186 trains Type Kisss de quatre, cinq et six voitures à Stadler par la compagnie autrichienne ÖBB.
En  juillet 2023, la compagnie autrichienne ÖBB et Stadler Rail ont signé un nouveau contrat pour l'achat de 35 nouvelles rames à deux étages dont 14 pour le trafic longue distance et 21 pour le trafic régional, ceci dans le cadre du rachat d'options, pour une somme de 600 millions d'Euros.
Le 25 juin 2025, Stadler Rail et ÖBB, ont inauguré le premier train de la série. Les 14 trains commandés seront progressivement mis en service sur la ligne Vienne-Salzbourg à partir de fin 2026

### Allemagne
La compagnie ferroviaire Ostdeutsche Eisenbahn (de) (ODEG, Chemins de fer de l'est allemand), filiale des groupes Netinera et BeNEX, a commandé 16 rames à 4 voitures. Elles sont utilisées à partir de 2012 sur le réseau Berlin/Brandenburg.
L'entreprise de leasing ferroviaire Alpha Trains a commandé 13 rames à six caisses pour la Westfalenbahn (de). Ces rames devraient être en service en 2015.

### Bulgarie
Un contrat signé à Sofia, le 26 avril 2024, entre le Ministère du transport et de communications et Stadler Rail, prévoit la livraison de 7 véhicules et 3 options supplémentaires, ainsi que 15 ans d'entretien de la flotte et la formation du personnel d'exploitation. Des trains à quatre voitures et avec 300 places seront livrés 26 mois après la signature du contrat. Les trains sont produits dans l'usine Stadler Polska de Siedlce.

### Luxembourg

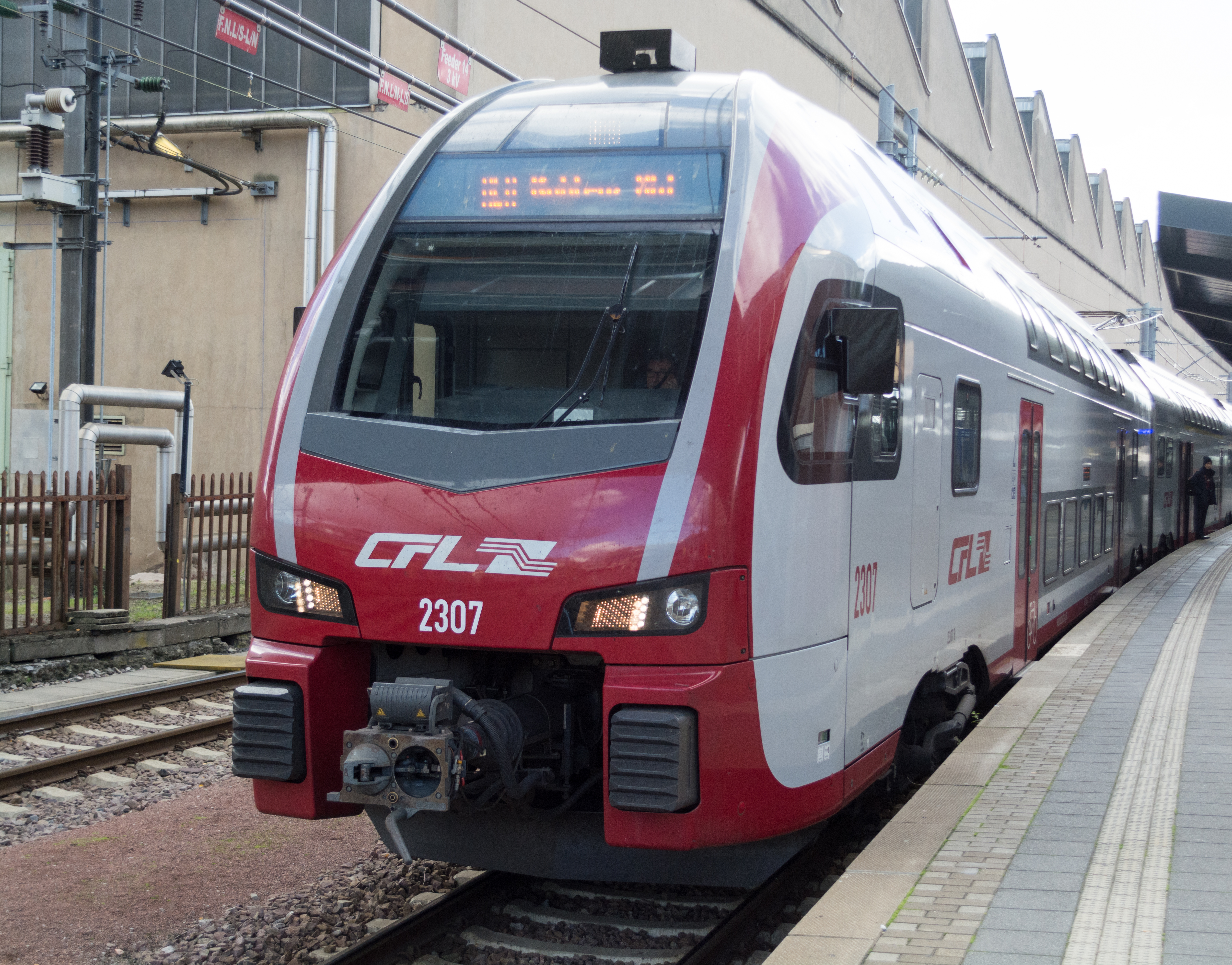
Stadler KISS CFL à la gare de Luxembourg

La Société nationale des chemins de fer luxembourgeois a passé commande de 21 rames KISS, composées de trois caisses. Elles sont utilisées à partir de 2013/2014 sur des lignes nationales, ainsi que des lignes frontalières avec l'Allemagne.

### Russie
En 2013, la compagnie ferroviaire Aéroexpress, assurant les liaisons vers les aéroports de la ville de Moscou, a commandé à Stadler 16 rames à quatre caisses pour un montant total de 350 millions d'euros. Les livraisons s'effectueront de 2015 à 2016.

### États-Unis
En 2016, l'exploitant californien Caltrain, dans la Silicon Valley, passe un contrat pour de la conception et la fabrication de 16 compositions électriques KISS à deux étages, avec une option de 96 wagons supplémentaires, le tout pour une somme de 536.7 millions de francs suisses pour la commande principale et de 385 millions pour l'option. Les nouveaux trains relieront San Francisco à San José, dans la Silicon Valley.

### Serbie
Le 7 avril 2021, le Ministère serbe de la Construction, des Transports et des Infrastructures a commandé trois automotrices de type KISS, pouvant rouler à 200 Km/h et fonctionnant sous réseau électrique 25 kV, 50 Hz. Le premier exemplaire sera livré en octobre 2021 et les trois automotrices seront mises en service sur la ligne Belgrade - Novi Sad, par l'opérateur serbe Srbija Voz.